# Los Chicles (álbum)
Los Chicles es el tercer álbum de Los Chicles, lanzado a la venta el 5 de agosto de 2000. El álbum presentó un nuevo sonido de la banda, caracterizado por bases electrónicas y guitarras ruidosas. Es considerado la obra maestra de la banda y es un disco de culto en Latinoamérica, distribuido mucho más ampliamente en forma pirata que en su edición original de 300 copias.

## Grabación y producción
A mediados de 1999, Los Chicles sufren un cambio de integrantes importante, se va el baterista Juan Carlos Thouvier, y lo reemplaza Martin Villa, quien ya venía colaborando con samples y sintetizadores. Se decide reemplazar la batería definitivamente por una percusión electrónica. Además regresa al grupo su guitarrista original Matías Lazzo. 
Durante una convivencia de un fin de semana, destinada a afianzar la nueva dirección musical, surgen muchos temas nuevos (incluso se graba demos de "Billy" y "Azúcar y sal"), la nueva formación resulta ser un éxito, y la banda resulta estar en su mejor forma. Pronto comienzan a grabar sus nuevas canciones en forma de demos. Graban "Acostumbrados" en instalaciones de la Sociedad Francesa, y más tarde contratan una grabadora de cuatro canales para demear "Tardes de té", "Que se pudra Tucumán" y "Corriendo".
Hacia octubre de 1999, el grupo comienza a grabar el disco en los estudios Suono Records, en el centro de San Miguel de Tucumán. Las bases de parte de las canciones estaban construidas con sampleos, pero la mayor parte se había programado un Roland MC-303 prestado, y justo cuando comenzaba la grabación hubo que devolverlo. Martín Villa copió rápidamente todas las bases en un casete, y ese casete fue la pista de ritmo en gran parte del disco. A finales de ese año la grabación estaba casi terminada. Tras un breve receso durante enero, se volvió al estudio para su mezcla. Finalmente y con la Roland de vuelta, se grabó The Bajom en la casa de Martín VIlla.
A la lista de diez canciones se agregó, al final del disco dos tracks ocultos que completaban la duración máxima de un CD. Los tacks ocultos eran dos grabaciones de los fuegos artificiales durante los festejos del milenio grabados en el centro de San Miguel de Tucumán por Patricio García y en la periferia de la ciudad por Martín Villa. Una canción sin título grabada durante un ensayo aparece también en medio de uno de los tracks.
En diciembre de 1999 se había hecho una edición limitada de casetes, de un EP llamado Tardes de té, que adelantaba la canción del título y algunos temas del disco, mas algún material raro, para sortear en radios, la tirada debe haber sido de cerca de 40 casetes. En junio de 2000 el disco estaba terminado. Patricio García diseñó la portada, y el booklet, se hizo las copias de los discos y su contenedor de manera independiente. En julio comenzaron a sonar las canciones por la radio, y el 5 de agosto se vendieron las primeras copias. La tirada se hizo en forma gradual pero se llegó a fabricar en total alrededor de 300 copias en CD.

## Lista de temas
| N.º   | Título                                          | Escritor(es)                | Duración |  |
| 1.    | «Billy»                                         | Cúneo, García, Lazzo, Villa | 3:24     |  |
| 2.    | «Tardes de té»                                  | Cúneo, García               | 2:39     |  |
| 3.    | «Que se pudra Tucumán»                          | García                      | 3:36     |  |
| 4.    | «Corriendo»                                     | García                      | 2:47     |  |
| 5.    | «Azúcar y sal»                                  | Cúneo, García               | 3:09     |  |
| 6.    | «Canción de lo irreparable»                     | García                      | 3:42     |  |
| 7.    | «Acostumbrados»                                 | García                      | 4:53     |  |
| 8.    | «Recuerdos»                                     | Cúneo                       | 3:07     |  |
| 9.    | «The Bajom»                                     | Cúneo, García, Lazzo, Villa | 9:37     |  |
| 10.   | «El infierno»                                   | García                      | 4:36     |  |
| 11.   | «Hidden Track 1: Fuegos Artificiales Centro»    |                             |          |  |
| 12.   | «Hidden Track 2: Fuegos Artificiales Periferia» |                             |          |  |
| 40:38 |                                                 |                             |          |  |

## Personal
'Los Chicles
- Patricio García: Voz, guitarra, teclados.
- Gerardo Cúneo: Voz, bajo.
- Martín Villa: Voz, Roland MC303, samples.
- Matías Lazzo: Guitarra

Producción
- Los Chicles: producción y mezclas.
- Carlos Martínez: ingeniero de sonido y mezclas.